# ベルンハルト・コンツ
ベルンハルト・コンツ（Bernhard Conz, 1906年6月1日 - 1999年6月11日）は、ドイツの指揮者。
カールスルーエに画家のヴァルター・コンツの息子として生まれる。地元の音楽院を経てベルリン高等音楽院に進学し、1926年にライプツィヒ歌劇場のコレペティートルに就いた。翌年からベルリン国立歌劇場でエーリヒ・クライバーのアシスタントとなる。その後、ノイシュトレーリッツ、ヴロツワフ、シュチェチン、シュトゥットガルト、ケーニヒスベルク、ニュルンベルク、ハイデルベルクの各都市の劇場で指揮をし、1947年から1951年までラインラント＝プファルツ州立フィルハーモニー管弦楽団の首席指揮者を務めた。1951年から1974年までビーレフェルト歌劇場の音楽監督を歴任。1957年からヘルベルト・フォン・カラヤンの主宰するザルツブルク音楽祭に参加した。
シュトゥットガルトにて没。